# Leslie Cliff
Leslie Cliff (Vancouver, Canadá, 11 de marzo de 1955) es una nadadora canadiense retirada especializada en pruebas de cuatro estilos, donde consiguió ser subcampeona olímpica en 1972 en los 400 metros estilos.

## Carrera deportiva
En los Juegos Olímpicos de Múnich 1972 ganó la medalla de plata en los 400 metros estilos, con un tiempo de 5:03.57 segundos, tras la australiana Gail Neals.
Y en los Juegos Panamericanos de 1971 celebrados en Cali ganó cinco medallas: oro en 200, 400  y 4 x 100 metros estilos, y plata en 100 metros mariposa y 4 x 100 metros estilo libre.